# За єдину Україну!
«За єдину Україну!» (За ЄдУ!) — політичний альянс, створений у 2001 році для участі у Парламентських виборах 2002 року. Спільна заява голів політичних партій — учасників блоку була підписана 29 листопада 2001 року, зареєстрований блок — 15 грудня 2001.
У спільній заяві лідерів Блоку йшлося про «утвердження умов незворотності демократичних перетворень та поглиблення курсу економічних реформ, зміцнення міжнародного авторитету країни, консолідації демократичних сил в українському суспільстві».
Виборчий список блоку очолив В.Литвин. Серед інших відомих політиків, що входили до виборчого списку блоку — В.Бойко, Г.Кірпа, Д.Табачник, Т.Васадзе, Л.Супрун, а також відомий спортсмен Сергій Бубка. Кучма підтримав блок «За єдину Україну!». З результатом 11,8 % пропрезидентський блок фактично зазнав поразки. Проте Кучмі вдалося сформувати лояльну до нього більшість у Верховній Раді 4-го скликання через мажоритарних депутатів, обраних, головним чином, на Донбасі.
На виборах 30 березня 2002 блок одержав 11,8 % голосів (101 з 450 місць). Найбільшу підтримку блок отримав у Донецькій області.